# 牧野貞勝
牧野 貞勝（まきの さだのり）は、常陸笠間藩の第6代藩主。成貞系牧野家9代。
文政7年（1824年）1月18日、第4代藩主・牧野貞幹の八男（五男、六男とも）として生まれる。天保11年（1840年）11月27日に兄で第5代藩主の貞一が死去し、その息子である貞久が幼少のため、兄の養子として12月27日に家督を継いだ。
天保12年（1841年）2月28日に江戸城西の丸大手御門番に任じられるが、6月20日に死去した。享年18。ただし藩では7月25日に21歳で死去したという虚偽の報告を行なった上で、貞久に跡を継がせている。

## 系譜
父母
- 牧野貞幹（実父）
- 糸女 - 側室（実母）
- 牧野貞一（養父）

正室
- 戸田氏正の娘

子女
- 雅女 - 牧野貞直正室、牧野貞久の養女

養子
- 牧野貞久 - 牧野貞一の長男